# Quatrième circonscription du Morbihan
La quatrième circonscription du Morbihan est l'une des six circonscriptions législatives françaises que compte le département du Morbihan.

## La circonscription de 1958 à 1986

### Description géographique
Dans le découpage électoral de 1958, la quatrième circonscription du Morbihan était composée des cantons suivants :
- Canton de La Gacilly
- Canton de Guer
- Canton de Josselin
- Canton de Malestroit
- Canton de Mauron
- Canton de Ploërmel
- Canton de La Trinité-Porhoët.

### Historique des députations

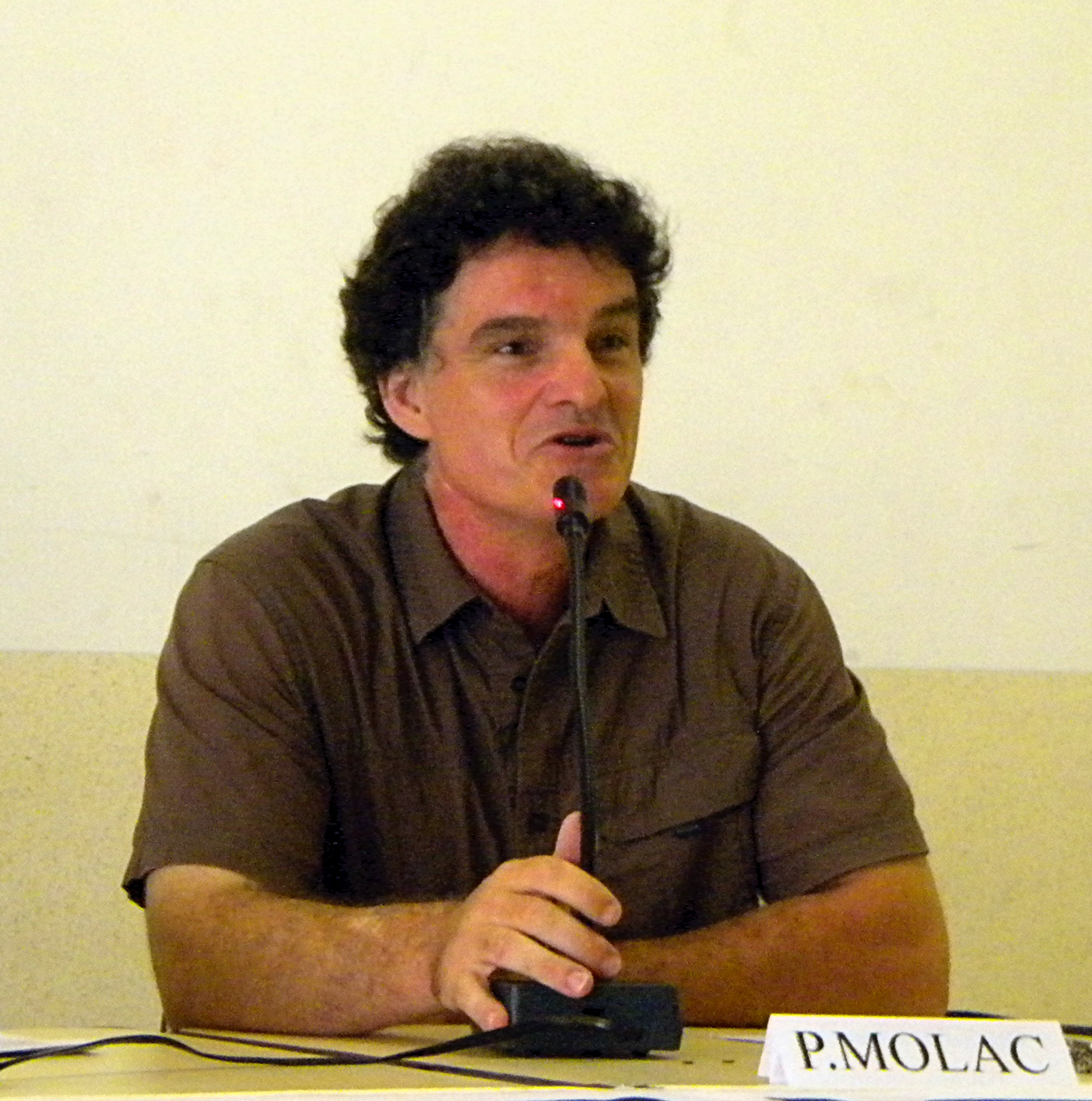
Paul Molac à Biarritz le 22 août 2012, lors de l'université d'été de Régions et peuples solidaires.

| Législature | Début de mandat | Fin de mandat  | Député           | Parti politique | Observations |
| ----------- | --------------- | -------------- | ---------------- | --------------- | --- |
| Ire         | 9 décembre 1958 | 9 octobre 1962 | Yves du Halgouët | CNIP            | Mandat écourté à la suite d'une dissolution parlementaire décidée par Charles de Gaulle.                                                                       |
| IIe         | 6 décembre 1962 | 2 avril 1967   | Yves du Halgouët | RI              | |
| IIIe        | 3 avril 1967    | 30 mai 1968    | Yves du Halgouët | RI              | Mandat écourté à la suite d'une dissolution parlementaire décidée par Charles de Gaulle.                                                                       |
| IVe         | 11 juillet 1968 | 1er avril 1973 | Yves du Halgouët | RI              | |
| Ve          | 2 avril 1973    | 2 avril 1978   | Loïc Bouvard     | RDS             | |
| VIe         | 3 avril 1978    | 22 mai 1981    | Loïc Bouvard     | UDF             | Mandat écourté à la suite d'une dissolution parlementaire décidée par François Mitterrand.                                                                     |
| VIIe        | 2 juillet 1981  | 1er avril 1986 | Loïc Bouvard     | UDF             | |
| VIIIe       | 2 avril 1986    | 14 mai 1988    | Aucun            | Aucun           | Proportionnelle par département, pas de député par circonscription. Mandat écourté à la suite d'une dissolution parlementaire décidée par François Mitterrand. |

### Historique des élections

#### Élections de 1958
|                | Yves du Halgouët élu | CNIP           | 27 676 | 81,21  |  |  |  |
|                | Yves Marbeuf         | UNR            | 3 294  | 9,67   |  |  |  |
|                | Louis Noguès         | PCF            | 3 108  | 9,12   |  |  |  |
|                |                      |                |        |        |  |  |  |
| Inscrits       | Inscrits             | Inscrits       | 46 339 | 100,00 |  |  |  |
| Abstentions    | Abstentions          | Abstentions    | 10 791 | 23,29  |  |  |  |
| Votants        | Votants              | Votants        | 35 548 | 76,71  |  |  |  |
| Blancs et nuls | Blancs et nuls       | Blancs et nuls | 1 470  | 4,14   |  |  |  |
| Exprimés       | Exprimés             | Exprimés       | 34 078 | 95,86  |  |  |  |

Le suppléant d'Yves du Halgouët était Arthur Genuit, exploitant agricole, maire de Tréal.

#### Élections de 1962
|                | Yves du Halgouët sortant réélu | Modérés        | 20 277 | 76,35  |  |  |  |
|                | Jean Mandart                   | SFIO           | 3 811  | 14,35  |  |  |  |
|                | Louis Noguès                   | PCF            | 2 470  | 9,3    |  |  |  |
|                |                                |                |        |        |  |  |  |
| Inscrits       | Inscrits                       | Inscrits       | 45 535 | 100,00 |  |  |  |
| Abstentions    | Abstentions                    | Abstentions    | 15 994 | 35,12  |  |  |  |
| Votants        | Votants                        | Votants        | 29 541 | 64,88  |  |  |  |
| Blancs et nuls | Blancs et nuls                 | Blancs et nuls | 2 983  | 10,1   |  |  |  |
| Exprimés       | Exprimés                       | Exprimés       | 26 558 | 89,9   |  |  |  |

Le suppléant d'Yves du Halgouët était Arthur Genuit.

#### Élections de 1967
|                | Yves du Halgouët sortant réélu | RI                        | 18 627 | 52,72  |  |  |  |
|                | Loïc Bouvard                   | CD (PDM)                  | 5 974  | 16,91  |  |  |  |
|                | Michel Bouchaud                | Divers droite (Gaulliste) | 4 954  | 14,02  |  |  |  |
|                | Louis Noguès                   | PCF                       | 3 567  | 10,1   |  |  |  |
|                | Pierre Quinio                  | FGDS (SFIO)               | 2 211  | 6,26   |  |  |  |
|                |                                |                           |        |        |  |  |  |
| Inscrits       | Inscrits                       | Inscrits                  | 41 351 | 100,00 |  |  |  |
| Abstentions    | Abstentions                    | Abstentions               | 5 505  | 13,31  |  |  |  |
| Votants        | Votants                        | Votants                   | 35 846 | 86,69  |  |  |  |
| Blancs et nuls | Blancs et nuls                 | Blancs et nuls            | 513    | 1,43   |  |  |  |
| Exprimés       | Exprimés                       | Exprimés                  | 35 333 | 98,57  |  |  |  |

Le suppléant d'Yves du Halgouët était Arthur Genuit.

#### Élections de 1968
|                | Yves du Halgouët sortant réélu | RI (URP)       | 19 541 | 55,87  |  |  |  |
|                | Loïc Bouvard                   | CD (PDM)       | 10 306 | 29,47  |  |  |  |
|                | Louis Noguès                   | PCF            | 3 069  | 8,77   |  |  |  |
|                | Pierre Quinio                  | FGDS (SFIO)    | 2 059  | 5,89   |  |  |  |
|                |                                |                |        |        |  |  |  |
| Inscrits       | Inscrits                       | Inscrits       | 43 053 | 100,00 |  |  |  |
| Abstentions    | Abstentions                    | Abstentions    | 7 679  | 17,84  |  |  |  |
| Votants        | Votants                        | Votants        | 35 374 | 82,16  |  |  |  |
| Blancs et nuls | Blancs et nuls                 | Blancs et nuls | 399    | 1,13   |  |  |  |
| Exprimés       | Exprimés                       | Exprimés       | 34 975 | 98,87  |  |  |  |

Le suppléant d'Yves du Halgouët était Arthur Genuit.

#### Élections de 1973
| Candidat           | Candidat                 | Parti          | Premier tour | Premier tour | Second tour | Second tour |  |
| Candidat           | Candidat                 | Parti          | Voix         | %            | Voix        | %           |  |
| ------------------ | ------------------------ | -------------- | ------------ | ------------ | ----------- | ----------- |  |
|                    | Henri Thébault           | CNIP           | 12 617       | 34,51        | 16 739      | 49,58       |  |
|                    | Yves du Halgouët sortant | RI (URP)       | 9 383        | 25,66        | Retrait     | Retrait     |  |
|                    | Loïc Bouvard élu         | CD (MR)        | 9 351        | 25,57        | 17 025      | 50,42       |  |
|                    | Pierre Bernard           | PS (UGSD)      | 2 721        | 7,44         |             |             |  |
|                    | Pierre Le Bouhart        | PCF            | 2 129        | 5,82         |             |             |  |
|                    | Loïk Camus               | SAV            | 357          | 0,97         |             |             |  |
|                    |                          |                |              |              |             |             |  |
| Inscrits           | Inscrits                 | Inscrits       | 44 083       | 100,00       | 44 081      | 100,00      |  |
| Abstentions        | Abstentions              | Abstentions    | 7 139        | 16,19        | 8 685       | 19,7        |  |
| Votants            | Votants                  | Votants        | 36 944       | 83,81        | 35 396      | 80,3        |  |
| Blancs et nuls     | Blancs et nuls           | Blancs et nuls | 386          | 1,04         | 1 632       | 4,61        |  |
| Exprimés           | Exprimés                 | Exprimés       | 36 558       | 98,96        | 33 764      | 95,39       |  |
| Source : Data.gouv |                          |                |              |              |             |             |  |

Le suppléant de Loïc Bouvard était Maurice Courtin, représentant en machines agricoles, adjoint au maire de Guer.

#### Élections de 1978
| Candidat       | Candidat                   | Parti          | Premier tour | Premier tour | Second tour | Second tour |  |
| Candidat       | Candidat                   | Parti          | Voix         | %            | Voix        | %           |  |
| -------------- | -------------------------- | -------------- | ------------ | ------------ | ----------- | ----------- |  |
|                | Loïc Bouvard sortant réélu | UDF (CDS)      | 19 045       | 46,03        | 27 077      | 71,30       |  |
|                | Paul Anselin               | UDF (PR)       | 13 165       | 31,82        | Retrait     | Retrait     |  |
|                | Patrick Badouel            | PS             | 6 291        | 15,20        | 10 901      | 28,70       |  |
|                | Jean-Paul Jarno            | PCF            | 2 231        | 5,39         |             |             |  |
|                | Marc Avenel                | LO             | 646          | 1,56         |             |             |  |
|                |                            |                |              |              |             |             |  |
| Inscrits       | Inscrits                   | Inscrits       | 48 741       | 100,00       | 48 736      | 100,00      |  |
| Abstentions    | Abstentions                | Abstentions    | 6 918        | 14,19        | 8 630       | 17,71       |  |
| Votants        | Votants                    | Votants        | 41 823       | 85,81        | 40 106      | 82,29       |  |
| Blancs et nuls | Blancs et nuls             | Blancs et nuls | 445          | 1,06         | 2 128       | 5,31        |  |
| Exprimés       | Exprimés                   | Exprimés       | 41 378       | 98,94        | 37 978      | 94,69       |  |

Le suppléant de Loïc Bouvard était le Docteur Yves Moisan, Premier adjoint au maire de Josselin.

#### Élections de 1981
|                | Loïc Bouvard sortant réélu | UDF (CDS)      | 24 863 | 67,04  |  |  |  |
|                | Patrick Badouel            | PS             | 10 997 | 29,65  |  |  |  |
|                | Jean-Paul Jarno            | PCF            | 1 222  | 3,29   |  |  |  |
|                | Patrick Launay             | CCA            | 4      | 0      |  |  |  |
|                |                            |                |        |        |  |  |  |
| Inscrits       | Inscrits                   | Inscrits       | 50 162 | 100,00 |  |  |  |
| Abstentions    | Abstentions                | Abstentions    | 12 494 | 24,91  |  |  |  |
| Votants        | Votants                    | Votants        | 37 668 | 75,09  |  |  |  |
| Blancs et nuls | Blancs et nuls             | Blancs et nuls | 582    | 1,55   |  |  |  |
| Exprimés       | Exprimés                   | Exprimés       | 37 086 | 98,45  |  |  |  |

Le suppléant de Loïc Bouvard était Michel Juguet, conseiller municipal de Josselin.

## La circonscription de 1986 à 2010

### Description géographique et démographique
Dans le découpage électoral de la loi no 86-1197 du 24 novembre 1986
, la circonscription regroupe les cantons suivants :
- Canton d'Allaire
- Canton de La Gacilly
- Canton de Guer
- Canton de Josselin
- Canton de Malestroit
- Canton de Mauron
- Canton de Ploërmel
- Canton de Questembert
- Canton de Rochefort-en-Terre
- Canton de La Trinité-Porhoët.

D'après le recensement général de la population en 1999, réalisé par l'Institut national de la statistique et des études économiques (INSEE), la population totale de cette circonscription est estimée à 104208 habitants.

### Historique des députations
| Législature | Début de mandat | Fin de mandat  | Député        | Parti politique | Observations                                                                          |
| ----------- | --------------- | -------------- | ------------- | --------------- | ------------------------------------------------------------------------------------- |
| IXe         | 23 juin 1988    | 1er avril 1993 | Loïc Bouvard  | UDF             |                                                                                       |
| Xe          | 2 avril 1993    | 21 avril 1997  | Loïc Bouvard, | UDF,            | Mandat écourté à la suite d'une dissolution parlementaire décidée par Jacques Chirac. |
| XIe         | 12 juin 1997    | 18 juin 2002   | Loïc Bouvard, | UDF,            |                                                                                       |
| XIIe        | 19 juin 2002    | 19 juin 2007   | Loïc Bouvard, | UMP,            |                                                                                       |
| XIIIe       | 20 juin 2007    | 19 juin 2012   | Loïc Bouvard  | UMP             |                                                                                       |

### Historique des élections

#### Élections de 1988
|                | Loïc Bouvard sortant réélu | UDF (CDS) (URC) | 33 862 | 62,88  |  |  |  |
|                | Patrick Badouel            | PS              | 16 111 | 29,91  |  |  |  |
|                | Bertrand Rauscher          | FN              | 2 206  | 4,1    |  |  |  |
|                | Jean Poupart               | PCF             | 1 677  | 3,11   |  |  |  |
|                |                            |                 |        |        |  |  |  |
| Inscrits       | Inscrits                   | Inscrits        | 76 313 | 100,00 |  |  |  |
| Abstentions    | Abstentions                | Abstentions     | 21 611 | 28,32  |  |  |  |
| Votants        | Votants                    | Votants         | 54 702 | 71,68  |  |  |  |
| Blancs et nuls | Blancs et nuls             | Blancs et nuls  | 846    | 1,55   |  |  |  |
| Exprimés       | Exprimés                   | Exprimés        | 53 856 | 98,45  |  |  |  |

Le suppléant de Loïc Bouvard était René Belliot, conseiller général RPR, maire de Rochefort-en-Terre.

#### Élections de 1993
|                | Loïc Bouvard sortant réélu    | UDF (CDS)      | 34 413 | 63,67  |  |  |  |
|                | Paul Pabœuf                   | PS (ADFP)      | 7 847  | 14,52  |  |  |  |
|                | Alain Gaultier de la Richerie | FN             | 4 396  | 8,13   |  |  |  |
|                | Christian Guyonvarc'h         | UDB            | 4 020  | 7,44   |  |  |  |
|                | Fernand Luet                  | PCF            | 1 963  | 3,63   |  |  |  |
|                | Raymond Labitrie              | LT-LNÉ         | 1 414  | 2,62   |  |  |  |
|                |                               |                |        |        |  |  |  |
| Inscrits       | Inscrits                      | Inscrits       | 77 783 | 100,00 |  |  |  |
| Abstentions    | Abstentions                   | Abstentions    | 21 046 | 27,06  |  |  |  |
| Votants        | Votants                       | Votants        | 56 737 | 72,94  |  |  |  |
| Blancs et nuls | Blancs et nuls                | Blancs et nuls | 2 684  | 4,73   |  |  |  |
| Exprimés       | Exprimés                      | Exprimés       | 54 053 | 95,27  |  |  |  |

Le suppléant de Loïc Bouvard était François Hervieux, chef d'entreprise.

#### Élections de 1997
| Candidat       | Candidat                   | Parti          | Premier tour | Premier tour | Second tour | Second tour |  |
| Candidat       | Candidat                   | Parti          | Voix         | %            | Voix        | %           |  |
| -------------- | -------------------------- | -------------- | ------------ | ------------ | ----------- | ----------- |  |
|                | Loïc Bouvard sortant réélu | UDF (FD)       | 23 902       | 45,42        | 30 644      | 57,1        |  |
|                | Paul Pabœuf                | PS             | 13 734       | 26,1         | 23 020      | 42,9        |  |
|                | Grégoire Tingaud           | FN             | 4 318        | 8,2          |             |             |  |
|                | Claudine Rouille           | Les Verts      | 2 661        | 5,06         |             |             |  |
|                | Edmond Le Borgne           | Divers droite  | 2 459        | 4,67         |             |             |  |
|                | Thérèse Baratte            | MDC (PCF)      | 1 706        | 3,24         |             |             |  |
|                | Richard Dubreuil           | LDI (MPF)      | 1 496        | 2,84         |             |             |  |
|                | Patrice Renaud             | GÉ             | 1 346        | 2,56         |             |             |  |
|                | Nicole Desury              | UDB            | 1 006        | 1,91         |             |             |  |
|                |                            |                |              |              |             |             |  |
| Inscrits       | Inscrits                   | Inscrits       | 77 262       | 100,00       | 77 251      | 100,00      |  |
| Abstentions    | Abstentions                | Abstentions    | 21 972       | 28,44        | 21 401      | 27,7        |  |
| Votants        | Votants                    | Votants        | 55 290       | 71,56        | 55 850      | 72,3        |  |
| Blancs et nuls | Blancs et nuls             | Blancs et nuls | 2 662        | 4,81         | 2 186       | 3,91        |  |
| Exprimés       | Exprimés                   | Exprimés       | 52 628       | 95,19        | 53 664      | 96,09       |  |

Le suppléant de Loïc Bouvard était Cédric Bannel, de Questembert.

#### Élections de 2002
| Candidat       | Candidat                   | Parti          | Premier tour | Premier tour | Second tour | Second tour |  |
| Candidat       | Candidat                   | Parti          | Voix         | %            | Voix        | %           |  |
| -------------- | -------------------------- | -------------- | ------------ | ------------ | ----------- | ----------- |  |
|                | Loïc Bouvard sortant réélu | UMP            | 16 585       | 29,93        | 29 067      | 57,04       |  |
|                | Paul Pabœuf                | PS             | 14 824       | 26,75        | 21 892      | 42,96       |  |
|                | Cédric Bannel              | UDF            | 13 596       | 24,54        | Retrait     | Retrait     |  |
|                | Nicole Morhan              | FN             | 3 119        | 5,63         |             |             |  |
|                | Michel Guégan              | Divers droite  | 3 043        | 5,49         |             |             |  |
|                | Françoise Brie             | Les Verts      | 1 392        | 2,51         |             |             |  |
|                | Annick Guérin              | PCF            | 789          | 1,42         |             |             |  |
|                | Martine Grassineau         | LO             | 685          | 1,24         |             |             |  |
|                | Nicole Desury              | UDB            | 659          | 1,19         |             |             |  |
|                | Michèle Cérieix            | MNR            | 260          | 0,47         |             |             |  |
|                | Armelle Chapalain          | MPF            | 259          | 0,47         |             |             |  |
|                | Hélène Lefebvre            | GÉ             | 200          | 0,36         |             |             |  |
|                |                            |                |              |              |             |             |  |
| Inscrits       | Inscrits                   | Inscrits       | 82 308       | 100,00       | 82 297      | 100,00      |  |
| Abstentions    | Abstentions                | Abstentions    | 26 054       | 31,65        | 29 537      | 35,89       |  |
| Votants        | Votants                    | Votants        | 56 254       | 68,35        | 52 760      | 64,11       |  |
| Blancs et nuls | Blancs et nuls             | Blancs et nuls | 843          | 1,5          | 1 801       | 3,41        |  |
| Exprimés       | Exprimés                   | Exprimés       | 55 411       | 98,5         | 50 959      | 96,59       |  |

Le suppléant de Loïc Bouvard était Jean-Luc Bléher, maire de Guer, Président de la Communauté de communes du Pays de Guer, fonctionnaire.

#### Élections de 2007
| Candidat       | Candidat                   | Parti          | Premier tour | Premier tour | Second tour | Second tour |  |
| Candidat       | Candidat                   | Parti          | Voix         | %            | Voix        | %           |  |
| -------------- | -------------------------- | -------------- | ------------ | ------------ | ----------- | ----------- |  |
|                | Loïc Bouvard sortant réélu | UMP            | 25 144       | 45,6         | 27 351      | 50,42       |  |
|                | Béatrice Le Marre          | PS             | 18 020       | 32,68        | 26 893      | 49,58       |  |
|                | Yvette Folliard            | UDF–MoDem      | 5 186        | 9,41         |             |             |  |
|                | Nicole Morhan              | FN             | 1 550        | 2,81         |             |             |  |
|                | Gisèle Citharel            | Les Verts      | 1 360        | 2,47         |             |             |  |
|                | Annick Guérin              | PCF            | 1 063        | 1,93         |             |             |  |
|                | Nathalie Clermont          | MPF            | 768          | 1,39         |             |             |  |
|                | Dominique Pingannaud       | CPNT           | 661          | 1,2          |             |             |  |
|                | Martine Grassineau         | LO             | 599          | 1,09         |             |             |  |
|                | Martine Selleret           | Divers         | 591          | 1,07         |             |             |  |
|                | Noël André                 | MNR            | 196          | 0,36         |             |             |  |
|                |                            |                |              |              |             |             |  |
| Inscrits       | Inscrits                   | Inscrits       | 87 247       | 100,00       | 87 241      | 100,00      |  |
| Abstentions    | Abstentions                | Abstentions    | 30 908       | 35,43        | 31 493      | 36,1        |  |
| Votants        | Votants                    | Votants        | 56 339       | 64,57        | 55 748      | 63,9        |  |
| Blancs et nuls | Blancs et nuls             | Blancs et nuls | 1 201        | 2,13         | 1 504       | 2,7         |  |
| Exprimés       | Exprimés                   | Exprimés       | 55 138       | 97,87        | 54 244      | 97,3        |  |

## La circonscription depuis 2010

### Description géographique
À la suite du redécoupage des circonscriptions législatives françaises de 2010, induit par l'ordonnance n° 2009-935 du 29 juillet 2009, ratifiée par le Parlement français le 21 janvier 2010, la quatrième circonscription du Morbihan regroupe les divisions administratives suivantes :
- Canton d'Allaire
- Canton de La Gacilly
- Canton de Guer
- Canton de Josselin
- Canton de Malestroit
- Canton de Mauron
- Canton de Moréac
- Canton de Ploërmel
- Canton de Questembert
- Canton de La Roche-Bernard
- Canton de Rochefort-en-Terre
- Canton de La Trinité-Porhoët.

### Historique des députations
| Législature | Début de mandat | Fin de mandat | Député     | Parti politique              | Observations |
| ----------- | --------------- | ------------- | ---------- | ---------------------------- | --- |
| XIVe        | 20 juin 2012    | 20 juin 2017  | Paul Molac | Divers gauche                | Apparenté Union démocratique bretonne (UDB). Membre du groupe écologiste à l'Assemblée nationale puis du Groupe Socialiste, Écologiste et Républicain à partir de 2016. |
| XVe         | 21 juin 2017    | 21 juin 2022  | Paul Molac | REM (2017-2018) R&PS (2018-) | Il quitte LaREM en 2018. Il est à l'initiative du groupe Liberté et Territoires (LT).                                                                                   |
| XVIe        | 22 juin 2022    | 9 juin 2024   | Paul Molac | R&PS                         | Il est membre du Groupe Libertés, indépendants, outre-mer et territoires (LIOT). Mandat écourté à la suite d'une dissolution parlementaire décidée par Emmanuel Macron. |

### Historique des élections

#### Élections de 2012
| Candidat       | Candidat               | Parti                    | Premier tour | Premier tour | Second tour | Second tour |  |
| Candidat       | Candidat               | Parti                    | Voix         | %            | Voix        | %           |  |
| -------------- | ---------------------- | ------------------------ | ------------ | ------------ | ----------- | ----------- |  |
|                | Paul Molac élu         | UDB (PS, EÉLV)           | 16 142       | 26,14        | 32 197      | 52,56       |  |
|                | François Guéant        | UMP (NC)                 | 15 896       | 25,74        | 29 064      | 47,44       |  |
|                | Jean-Luc Bléher        | AC                       | 9 080        | 14,71        |             |             |  |
|                | Charles-Edouard Fichet | diss. PS                 | 7 891        | 12,78        |             |             |  |
|                | Jean-Paul Félix        | RBM (FN)                 | 5 959        | 9,65         |             |             |  |
|                | Michel Guégan          | CpF (MoDem)              | 3 087        | 5,00         |             |             |  |
|                | Alain Le Guennec       | FG (Divers gauche) (PCF) | 2 541        | 4,12         |             |             |  |
|                | Alain Wester           | DLR                      | 426          | 0,69         |             |             |  |
|                | Jean-Louis Amisse      | LO                       | 368          | 0,60         |             |             |  |
|                | David Cabas            | S&P                      | 355          | 0,57         |             |             |  |
|                |                        |                          |              |              |             |             |  |
| Inscrits       | Inscrits               | Inscrits                 | 102 164      | 100,00       | 102 159     | 100,00      |  |
| Abstentions    | Abstentions            | Abstentions              | 39 203       | 38,37        | 38 953      | 38,13       |  |
| Votants        | Votants                | Votants                  | 62 961       | 61,63        | 63 206      | 61,87       |  |
| Blancs et nuls | Blancs et nuls         | Blancs et nuls           | 1 216        | 1,93         | 1 945       | 3,08        |  |
| Exprimés       | Exprimés               | Exprimés                 | 61 745       | 98,07        | 61 261      | 96,92       |  |

La suppléante de Paul Molac était Régine Le Viavant, agent de La Poste, militante syndicale, membre du PS, de Questembert.

#### Élections de 2017
Les élections législatives françaises de 2017 ont eu lieu les dimanches 11 et 18 juin 2017.
|                                                                           |                                                       |                           |                |
|                                                                           |                                                       | Premier tour 11 juin 2017 |                |
|                                                                           |                                                       |                           |                |
|                                                                           |                                                       | Nombre                    | % des inscrits |
| Inscrits                                                                  | Inscrits                                              | 105 109                   | 100,00         |
| Abstentions                                                               | Abstentions                                           | 48 060                    | 45,72          |
| Votants                                                                   | Votants                                               | 57 049                    | 54,28          |
|                                                                           |                                                       |                           | % des votants  |
| Bulletins blancs                                                          | Bulletins blancs                                      | 898                       | 1,57           |
| Bulletins nuls                                                            | Bulletins nuls                                        | 293                       | 0,51           |
| Suffrages exprimés                                                        | Suffrages exprimés                                    | 55 858                    | 97,91          |
|                                                                           |                                                       |                           |                |
| Candidat Étiquette politique (partis et alliances)                        | Candidat Étiquette politique (partis et alliances)    | Voix                      | % des exprimés |
|                                                                           |                                                       |                           |                |
|                                                                           | Paul Molac (député sortant) La République en marche   | 30 166                    | 54,00          |
|                                                                           | Marie-Hélène Herry Les Républicains                   | 8 074                     | 14,45          |
|                                                                           | Cécile Buchet La France insoumise                     | 6 791                     | 12,16          |
|                                                                           | Agnès Richard Front national                          | 5 667                     | 10,15          |
|                                                                           | Nathalie Landriau-Berhault Europe Écologie Les Verts  | 2 285                     | 4,09           |
|                                                                           | David Cabas Debout la France                          | 952                       | 1,70           |
|                                                                           | Jean-Louis Amisse Lutte ouvrière                      | 638                       | 1,14           |
|                                                                           | Jean-Paul Félix Extrême droite (Parti de la France)   | 553                       | 0,99           |
|                                                                           | Christine Rault Divers (Union populaire républicaine) | 377                       | 0,67           |
|                                                                           | Bernard Huet Divers droite                            | 349                       | 0,62           |
|                                                                           | France Savelli Écologiste                             | 6                         | 0,01           |
| Source : Ministère de l'Intérieur - Quatrième circonscription du Morbihan |                                                       |                           |                |

La suppléante de Paul Molac était Régine Le Viavant.

#### Élections de 2022
| Résultats des élections législatives des 12 et 19 juin 2022 de la 4e circonscription du Morbihan |                          |                          |              |              |             |             |
| Candidat                                                                                         | Candidat                 | Parti et coalition       | Premier tour | Premier tour | Second tour | Second tour |
| Candidat                                                                                         | Candidat                 | Parti et coalition       | Voix         | %            | Voix        | %           |
|                                                                                                  | Paul Molac               | RPS                      | 21 900       | 37,65        | 36 678      | 73,43       |
|                                                                                                  | Rozenn Guégan            | Horizons (ENS)           | 10 624       | 18,26        | 13 631      | 26,57       |
|                                                                                                  | Lhéa Le Flecher          | PCF (NUPES)              | 10 589       | 18,20        |             |             |
|                                                                                                  | Florent de Kersauson     | RN                       | 9 377        | 16,12        |             |             |
|                                                                                                  | Sophie Régnier           | REC                      | 1 767        | 3,04         |             |             |
|                                                                                                  | Maria Louro              | UDI (UDC)                | 1 293        | 2,22         |             |             |
|                                                                                                  | Khaled Mamar             | LEA                      | 680          | 1,17         |             |             |
|                                                                                                  | Isabelle Decuypère       | DLF (UPF)                | 671          | 1,15         |             |             |
|                                                                                                  | Béatrice Marin           | PA                       | 424          | 0,73         |             |             |
|                                                                                                  | Jean-Marc Clodic         | DVG                      | 339          | 0,58         |             |             |
|                                                                                                  | Patrice Crunil           | LO                       | 321          | 0,55         |             |             |
|                                                                                                  | Béatrice Laigre          | PB                       | 182          | 0,31         |             |             |
|                                                                                                  | Louise Tonye             | ECO                      | 0            | 0,00         |             |             |
| Votes exprimés                                                                                   | Votes exprimés           | Votes exprimés           | 58 167       | 98,57        | 51 309      | 95,02       |
| Votes blancs                                                                                     | Votes blancs             | Votes blancs             | 581          | 0,98         | 1 927       | 3,57        |
| Votes nuls                                                                                       | Votes nuls               | Votes nuls               | 263          | 0,45         | 760         | 1,41        |
| Total                                                                                            | Total                    | Total                    | 59 011       | 100          | 53 996      | 100         |
| Abstention                                                                                       | Abstention               | Abstention               | 52 720       | 47,18        | 57 742      | 51,68       |
| Inscrits / participation                                                                         | Inscrits / participation | Inscrits / participation | 111 731      | 52,82        | 111 738     | 48,32       |

Paul Molac siège au Groupe Libertés, indépendants, outre-mer et territoires.
Sa suppléante est Régine Le Viavant.

#### Élections de 2024
| Candidat                 | Candidat                 | Parti et coalition       | Nuances                  | Premier tour | Premier tour | Second tour | Second tour |
| Candidat                 | Candidat                 | Parti et coalition       | Nuances                  | Voix         | %            | Voix        | %           |
| ------------------------ | ------------------------ | ------------------------ | ------------------------ | ------------ | ------------ | ----------- | ----------- |
|                          | Paul Molac               | RPS                      | REG                      | 28 912       | 35,84        | 51 799      | 65,12       |
|                          | Katel Le Cuillier        | RN                       | RN                       | 25 414       | 31,51        | 27 745      | 34,88       |
|                          | Rozenn Guégan            | HOR (ENS)                | ENS                      | 12 487       | 15,48        |             |             |
|                          | Lhéa Le Flécher          | PCF (NFP)                | NFP                      | 11 809       | 14,64        |             |             |
|                          | Bernard Huet             | DVD                      | DVD                      | 920          | 1,14         |             |             |
|                          | Khaled Mamar             | MEI                      | DVE                      | 602          | 0,75         |             |             |
|                          | Patrice Crunil           | LO                       | DXG                      | 515          | 0,64         |             |             |
|                          |                          |                          |                          |              |              |             |             |
| Votes valides            | Votes valides            | Votes valides            | Votes valides            | 80 659       | 98,35        | 79 544      | 97,60       |
| Votes blancs             | Votes blancs             | Votes blancs             | Votes blancs             | 1 011        | 1,23         | 1 448       | 1,78        |
| Votes nuls               | Votes nuls               | Votes nuls               | Votes nuls               | 339          | 0,41         | 511         | 0,63        |
| Total                    | Total                    | Total                    | Total                    | 113 628      | 100          | 113 649     | 100         |
| Abstention               | Abstention               | Abstention               | Abstention               | 31 619       | 27,83        | 32 146      | 28,29       |
| Inscrits / participation | Inscrits / participation | Inscrits / participation | Inscrits / participation | 82 009       | 72,17        | 81 503      | 71,71       |